# Merionoeda tosawai
Merionoeda tosawai är en skalbaggsart som beskrevs av Kobayashi 1932. Merionoeda tosawai ingår i släktet Merionoeda och familjen långhorningar. Inga underarter finns listade i Catalogue of Life.